# Mihai Aron
Mihai Aron (n. 26 mai 1927, Caransebeș – d. 1994, București) este un amiral român, care a îndeplinit funcția de comandant al Marinei Militare Române între 30 decembrie 1989 și 12 aprilie 1990.

## Biografie
Mihai Aron s-a născut la data de 26 mai 1927 în orașul Caransebeș (județul Caraș-Severin). a decedat la 14 iulie 1994 la București.
A absolvit cursurile Școlii Militare de Ofițeri de Marină (1947 - 1949) și apoi pe cele ale Academiei Militare Generale - Facultatea de Marină (1950 - 1952).
După absolvirea Școlii de Ofițeri, a fost ofițer cu navigația pe nava-școală "Libertatea", șef de stat major la Divizionul 418 Distrugătoare, ofițer secund, respectiv comandantul distrugătorului D 11. Este încadrat apoi în Direcția Operații a Marelui Stat Major al Armatei Române, unde a îndeplinit funcțiile de ofițer direcțional pentru Flotila de Dunăre, ofițer direcțional pentru Forțele Maritime Militare în Secția Operații, ofițer cu operațiile și locțiitor al șefului Secției în Secția Marină din  M.St.M., ofițer I cu operațiile și locțiitor al șefului Secției Marină din Direcția Operații a M.St.M. A fost înaintat la gradul de contraamiral (cu o stea) în 20 august 1969.
În ultimii ani ai regimului comunist, a deținut funcții importante în ierarhia Marinei Române: șef de stat major și apoi comandant al Diviziei 42 Maritime din Mangalia (februarie 1966 - decembrie 1972), șef de stat major și locțiitor al comandantului la Comandamentul Marinei Militare, locțiitor al șefului Marelui Stat Major și șef al Secției Marină din M.St.M. A fost înaintat la gradul de viceamiral (cu 2 stele) în 23 august 1984.
La data de 30 decembrie 1989 a fost avansat la gradul de amiral, fiind numit în funcția de comandant al Marinei Militare Române. A fost eliberat din funcție la data de 12 aprilie 1990, după care a fost numit în funcția de consilier principal al ministrului la Grupul de consilieri al M.Ap.N. (12 aprilie - 2 mai 1990), apoi de președinte al Comisiei Superioare a M.Ap.N. (2 mai - 2 iulie 1990). Amiralul Mihai Aron a fost trecut în rezervă la data de 2 iulie 1990.